# Made in the Shade
Made in the Shade es el duodécimo y el primer álbum recopilatorio oficial de la banda británica The Rolling Stones; publicado en junio de 1975, fue el primer disco asociado a su contrato con Atlantic Records. Se basa puramente en recoger lo mejor de los primeros cuatro álbumes de estudio que lanzaron con dicha compañía discográfica.

## Grabación y lanzamiento
Anteriormente los Stones habían publicado oficialmente dos álbumes recopilatorios para Decca Records, Big Hits (High Tide and Green Grass) en 1966 y Through the Past, Darkly (Big Hits Vol. 2) en 1969. Además de Hot Rocks 1964-1971 de 1971 y More Hot Rocks (Big Hits & Fazed Cookies) de 1972 que se lanzaron sin la autorización de la banda pero gracias a la discográfica ABKCO Records de Allen Klein. El material, que incluye Made in the Shade, son los puntos más destacados de la banda hasta el momento post-Decca Records/London Records, desde Sticky Fingers (1971) hasta It's Only Rock 'n' Roll (1974), sin incluir material nuevo. Made in the Shade ayudó a promocionar el próximo álbum de estudio Black and Blue (que en ese momento se encontraba en la mitad de la grabación la cual comenzó a finales de 1974), también fue lanzado para aprovechar la gira de verano en las Américas con la participación de Ron Wood por primera vez en reemplazo de Mick Taylor. Wood se amoldó bien y se le pidió que forme parte de la banda después de que la gira concluya.
Made in the Shade tuvo que competir con el último álbum lanzado por ABKCO Records, esta vez una compilación de outtakes llamado Metamorphosis que alcanzó el puesto #14 en el Reino Unido y #6 en los EE. UU.; con el tiempo se convirtió en disco de platino. Posteriormente los Rolling Stones han publicado álbumes con varios temas de este disco. En 2005, Made in the Shade fue remasterizado y reeditado por Virgin Records.

## Lista de canciones
Todas las canciones escritas por Mick Jagger y Keith Richards.
1. "Brown Sugar" – 3:50
  - de Sticky Fingers
2. "Tumbling Dice" – 3:44
  - de Exile on Main St.
3. "Happy" – 3:04
  - de Exile on Main St.
4. "Dance Little Sister" – 4:10
  - de It's Only Rock 'n' Roll
5. "Wild Horses" – 5:41
  - de Sticky Fingers
6. "Angie" – 4:31
  - de Goats Head Soup
7. "Bitch" – 3:37
  - de Sticky Fingers
8. "It's Only Rock 'n' Roll (But I Like It)" – 5:07
  - de It's Only Rock 'n' Roll
9. "Doo Doo Doo Doo Doo (Heartbreaker)" – 3:27
  - de Goats Head Soup
10. "Rip This Joint" – 2:23
  - de Exile on Main St.